# Gomesa sincorana
Gomesa sincorana är en orkidéart som först beskrevs av Marcos Antonio Campacci och Eduardo Luis Martins Catharino, och fick sitt nu gällande namn av Mark W. Chase och Norris Hagan Williams. Gomesa sincorana ingår i släktet Gomesa och familjen orkidéer. Inga underarter finns listade i Catalogue of Life.